# Jason Smith (attore)
Jason Smith (Sydney, 31 maggio 1984) è un attore australiano.
In Italia è noto per avere recitato nel ruolo di Casey Rhodes nella serie tv per ragazzi Power Rangers: Jungle Fury, trasmessa dal 6 luglio 2009 su Jetix.
Ha recitato anche nella soap opera australiana Home and Away tra il 2003 e il 2007. Successivamente ha interpretato Gryff in un episodio della serie La spada della verità (2008) e il personaggio di Davey nel film The Rum Diary - Cronache di una passione con Johnny Depp.

## Filmografia parziale
- The Rum Diary - Cronache di una passione (The Rum Diary), regia di Bruce Robinson (2011)